# U Leonis
U Leonis, eller Nova Leonis 1855, var en nova som flammade upp 1855 i stjärnbilden Lejonet. 
Stjärnan upptäcktes av den tysk-amerikanske astronomen C. H. F. Peters och hade visuell magnitud +9,5 i maximum. Den bleknade sedan till bolometrisk magnitud 17,0.